# Ridge Munsy
Ridge Munsy (Kinshasa, Zaire, 9 de julio de 1989) es un futbolista congoleño. Juega de delantero y su club es el F. C. Wädenswil.

## Clubes
| Club                          | País     | Año       |
| ----------------------------- | -------- | --------- |
| F. C. Lucerna                 | Suiza    | 2007-2010 |
| Laussane-Sport                | Suiza    | 2010-2011 |
| Yverdon-Sport F. C. (cedido)  | Suiza    | 2011      |
| S. C. Kriens                  | Suiza    | 2011-2015 |
| F. C. Thun                    | Suiza    | 2015-2016 |
| Grasshoppers                  | Suiza    | 2016-2019 |
| F. C. Erzgebirge Aue (cedido) | Alemania | 2018      |
| BB Erzurumspor (cedido)       | Turquía  | 2018-2019 |
| F. C. Thun                    | Suiza    | 2019-2020 |
| Würzburger Kickers            | Alemania | 2020-2021 |
| F. C. Hansa Rostock           | Alemania | 2021-2023 |
| F. C. Schaffhausen            | Suiza    | 2024      |
| F. C. Wädenswil               | Suiza    | 2024-     |